# 15 Leonis Minoris
15 Leonis Minoris (15 LMi) es una estrella de magnitud aparente +5,10 que se encuentra a 60 años luz de distancia del sistema solar.
Pese a su denominación de Flamsteed, está encuadrada dentro de la constelación de la Osa Mayor.
15 Leonis Minoris es una enana amarilla de tipo espectral G0.5Va con una temperatura efectiva de 5958 K.
Su luminosidad es 2,6 veces mayor que la luminosidad solar —un 60% superior a la que cabría esperar por su tipo espectral— y tiene un radio entre un 47% y un 57% más grande que el del Sol, parámetros que sugieren que 15 Leonis Minoris es una estrella más evolucionada que el Sol.
Su masa aproximada es de 1,17 ± 0,4 masas solares y puede tener una edad —estimada a partir de isocronas— de 4500 ± 400 millones de años.
Gira sobre sí misma con una velocidad de rotación proyectada de 3 km/s y no presenta actividad cromosférica.
No se ha detectado exceso en el infrarrojo ni a 24 μm ni a 70 μm, lo que en principio descarta la presencia de un disco de polvo a su alrededor.
15 Leonis Minoris presenta una metalicidad —abundancia relativa de elementos más pesados que el helio— algo mayor que la solar ([Fe/H] = +0,15).
Otros doce elementos evaluados muestran la misma tendencia, siendo sus niveles superiores a los del Sol en todos los casos; el escandio es el elemento más «sobreabundante», siendo su abundancia relativa casi el doble que en el Sol.
Igualmente la relación oxígeno/hidrógeno es aproximadamente un 70% más elevada que en nuestra estrella.